# Let It Be Christmas
Let It Be Christmas è un album in studio natalizio del cantante di musica country statunitense Alan Jackson, pubblicato nel 2002.

## Tracce
1. Have Yourself a Merry Little Christmas (Ralph Blane, Hugh Martin) – 2:58
2. Winter Wonderland (Felix Bernard, Dick Smith) – 2:18
3. O Come All Ye Faithful (Frederick Oakeley, John Francis Wade) – 3:18
4. Santa Claus Is Coming to Town (J. Fred Coots, Haven Gillespie) – 2:42
5. The Christmas Song (Mel Tormé, Robert Wells) – 3:52
6. Silent Night (Franz Gruber, Joseph Mohr) – 3:47
7. Let It Be Christmas (Alan Jackson) – 4:11
8. Jingle Bells (J. S. Pierpont) – 2:50
9. White Christmas (Irving Berlin) – 3:19
10. Silver Bells (Ray Evans, Jay Livingston) – 3:36
11. Away in a Manger (James Ramsey Murray, John Thomas McFarland) – 2:49